# 達紐基
49°24′58″N 26°40′31″E / 49.41611°N 26.67528°E
達紐基（烏克蘭語：Данюки）是位於烏克蘭西部的村莊，由赫梅利尼茨基州裡赫梅利尼茨基區的近衛軍村市鎮負責管轄。該村始建於1681年，面積1.26平方公里，海拔高度312米，2001年人口224，人口密度每平方公里177.8人。